# Dimas Drajad
Muhammad Dimas Drajad (sinh ngày 30 tháng 3 năm 1997, Gresik) là một cầu thủ bóng đá người Indonesia thi đấu cho PS TIRA ở Liga 1 ở vị trí Tiền đạo. Anh cũng là trung sĩ thứ hai ở Quân đội Indonesia.

## Sự nghiệp quốc tế
Anh bắt đầu sự nghiệp ở đội tuyển quốc gia dẫn dắt bởi Indra Sjafri, sau đó, Indonesia vô địch Giải vô địch bóng đá U-19 Đông Nam Á 2013 

## Thống kê sự nghiệp

### Bàn thắng quốc tế
| #  | Ngày                 | Địa điểm                                                      | Đối thủ | Bàn thắng | Kết quả | Giải đấu                      |
| -- | -------------------- | ------------------------------------------------------------- | ------- | --------- | ------- | ----------------------------- |
| 1  | 14 tháng 6 năm 2022  | Sân vận động Quốc tế Jaber Al-Ahmad, Thành phố Kuwait, Kuwait | Nepal   | 1–0       | 7–0     | Vòng loại AFC Asian Cup 2023  |
| 2. | 24 tháng 9 năm 2022  | Sân vận động Gelora Bandung Lautan Api, Bandung, Indonesia    | Curaçao | 3–2       | 3–2     | Giao hữu                      |
| 3. | 27 tháng 9 năm 2022  | Sân vận động Pakansari, Bogor, Indonesia                      | Curaçao | 1–0       | 2–1     | Giao hữu                      |
| 4. | 12 tháng 10 năm 2023 | Sân vận động Gelora Bung Karno, Jakarta, Indonesia            | Brunei  | 1–0       | 6–0     | Vòng loại FIFA World Cup 2026 |
| 5. | 12 tháng 10 năm 2023 | Sân vận động Gelora Bung Karno, Jakarta, Indonesia            | Brunei  | 5–0       | 6–0     | Vòng loại FIFA World Cup 2026 |
| 6. | 12 tháng 10 năm 2023 | Sân vận động Gelora Bung Karno, Jakarta, Indonesia            | Brunei  | 6–0       | 6–0     | Vòng loại FIFA World Cup 2026 |

#### U-23
| # | Ngày                | Địa điểm                                        | Đối thủ | Bàn thắng | Kết quả | Giải đấu                                        |
| - | ------------------- | ----------------------------------------------- | ------- | --------- | ------- | ----------------------------------------------- |
| 1 | 26 tháng 3 năm 2019 | Sân vận động Quốc gia Mỹ Đình, Hà Nội, Việt Nam | Brunei  | 1–0       | 2–1     | Vòng loại giải vô địch bóng đá U-23 châu Á 2020 |

## Danh hiệu

### U-19 Indonesia
- Giải vô địch bóng đá U-19 Đông Nam Á: 2013

### PS TNI U-21
- Indonesia Soccer Championship U-21: 2016

### PSMS Medan
Liga 2 2017: Á quân

### Cá nhân
- Cầu thủ xuất sắc nhất Indonesia Soccer Championship U-21: 2016